# Catherine O'Hara
Catherine Anne O'Hara, född 4 mars 1954 i Toronto, är en kanadensisk-amerikansk skådespelare.
O'Hara är känd bland annat som mamman i de första Ensam hemma-filmerna. Hon har även medverkat i ett flertal av Christopher Guests filmer. Hon gör även rösten till Sally i The Nightmare Before Christmas.

## Filmografi i urval
- 1976–1984 – SCTV (TV-serie) (83 avsnitt)
- 1985 – En natt i New York
- 1986 – Heartburn
- 1988 – Beetlejuice
- 1988–1992 – Saturday Night Live (TV-serie) (3 avsnitt)
- 1990 – Betsys bröllop
- 1990 – Dick Tracy
- 1990 – Ensam hemma
- 1991 – Våra värsta år (TV-serie) (1 avsnitt)
- 1992 – Ensam hemma 2 – vilse i New York
- 1993 – The Nightmare Before Christmas (röstroll)
- 1994 – Röster från andra sidan graven (TV-serie) (1 avsnitt)
- 1994 – Wyatt Earp
- 1996 – Waiting for Guffman
- 1997 – Pippi Långstrump (röstroll)
- 1998 – Home Fries
- 1999 – Bartok – en riktig hjälte (röstroll)
- 2000 – Best in Show
- 2000 – Mad TV (TV-serie) (1 avsnitt)
- 2002 – Orange County
- 2003 – A Mighty Wind
- 2003–2005 – Six Feet Under (TV-serie) (4 avsnitt)
- 2004 – Lemony Snickets berättelse om syskonen Baudelaires olycksaliga liv
- 2004 – Surviving Christmas
- 2005 – Lilla kycklingen (röstroll)
- 2006 – Barbie och de 12 dansande prinsessorna (röstroll)
- 2006 – Björnbröder 2 (röstroll)
- 2006 – Monster House (röstroll)
- 2006 – Penelope
- 2006 – På andra sidan häcken (röstroll)
- 2009 – Curb Your Enthusiasm (TV-serie) (1 avsnitt)
- 2009 – Till vildingarnas land (röstroll)
- 2010 – Temple Grandin (TV-film)
- 2010 – Killers
- 2012 – 30 Rock (TV-serie) (1 avsnitt)
- 2012 – Frankenweenie (röstroll)
- 2015 – Modern Family (TV-serie) (1 avsnitt)
- 2015–2020 – Schitt's Creek (TV-serie) (80 avsnitt)
- 2016 – Harvey Näbbson (TV-serie) (röstroll, 1 avsnitt)
- 2016 – Sofia den första (TV-serie) (röstroll, 1 avsnitt)
- 2016–2018 – Skylanders Academy (TV-serie) (26 avsnitt, röstroll)
- 2017–2018 – Syskonen Baudelaires olycksaliga liv (TV-serie) (3 avsnitt)
- 2019 – Familjen Addams (röstroll)
- 2022 – Central Park (TV-serie) (röstroll, 1 avsnitt)
- 2023 – Elementärt (röstroll)
- 2023 – Pain Hustlers
- 2024 – Argylle
- 2024 – Beetlejuice Beetlejuice
- 2024 – Den vilda roboten (röstroll)
- 2025 – The Last of Us (TV-serie) (3 avsnitt)
- 2025 – The Studio (TV-serie)